# Кампори, Чезаре
Чезаре Кампори (итал. Cesare Campori; 15 августа 1814 — 5 сентября 1880) — итальянский историк и поэт, маркиз. Брат Джузеппе Кампори.
Его главные сочинения: «Modena a tre epoche» (1844, в сотрудничестве с Луиджи Форни); «Barbarossa Ariadeno» и «Ezzelino da Romano», исторические драмы (Турин, 1851); «Viaggi d’oltre monte» (Модена, 1851); «Statuta civitatis Mutinae anno MCCCXXXVII reformata» (Парма, 1864); «Liriche e Raconti poetici» (Мод., 1868); «Cristina di Svezia e gli Estensi» (Мод., 1877); «Raimondo Montecuccoli, i suoi tempi e la sua famiglia» (Флоренция, 1878); «Memorie patrie, storiche e biografiche» (Мод., 1882).